# Balada
|  | Per a altres significats, vegeu «Balada (desambiguació)». |

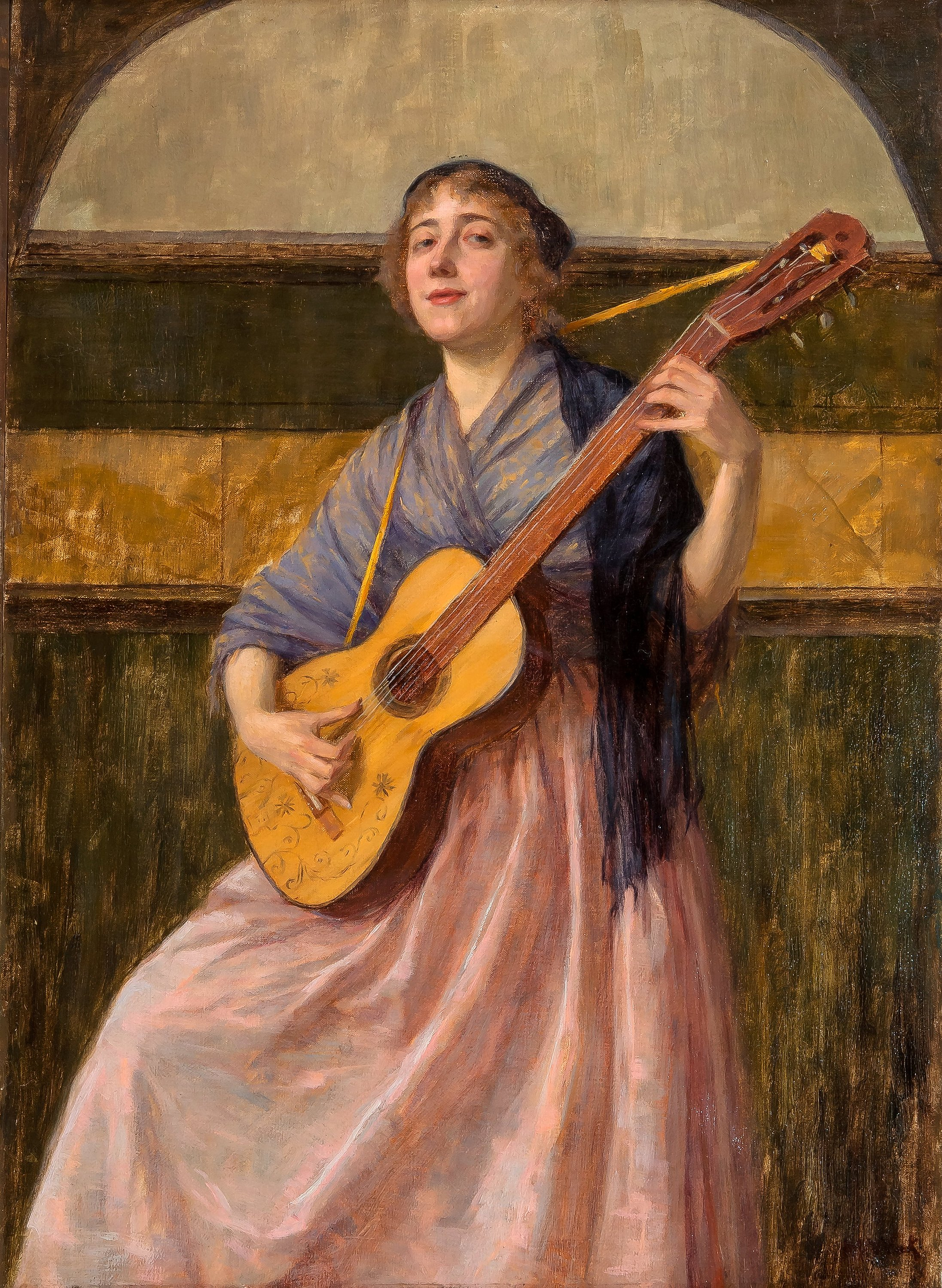
Maria Wiik, "Balada" (1898)

La balada és un gènere trobadoresc. Si ens centrem en criteris de versificació, on sols es tenen en compte els aspectes mètrics i no la temàtica, la literatura trobadoresca es pot dividir en balada i dansa.
Com indica el seu nom, tenia per finalitat d'ésser ballada. El seu esquema mètric solia ser el següent: refrany -un apariat- A A (observeu que les lletres majúscules indiquen la intervenció del cor, mentre que les minúscules corresponen al solista), tres versos del solista amb un vers del refrany b A b a, refrany A A
Segons Riquer, es conserven nou balades pròpiament dites en la literatura trobadoresca, tres de Cerverí de Girona i la resta, anònimes.
```
D'amor m'estera ben e gent A
s'eu ma dona vis plus sovent A

Balada faz ab coindet son b
d'amor m'estera ben e gent A
qu'a ma bela don a randon, b
quar ai estat tan lonjament. a

D'amor... A 
s'eu... A

```